# Statul Afar
Regiunea Afar (afar: Qafar Rakaakayak; amharică አፋር ክልል),  anterior Regiunea 2, este un stat regional din nord-estul Etiopiei locuit de poporul afar. Capitala sa este orașul planificat Semera, care se află pe autostrada asfaltată Awash – Assab.
Triunghiul Afar, partea de nord a cărui este Depresiunea Danakil, face parte din Valea Marelui Rift din Etiopia și este situat în nordul regiunii. Acolo se află cel mai jos punct din Etiopia și unul dintre cele mai joase din Africa. Partea de sud a regiunii este formată din valea râului Awash, care se varsă într-un șir de lacuri de-a lungul graniței Etiopia-Djibouti. 90% din populație sunt afarii de religie islamică.